# Dysidea janiae
Dysidea janiae är en svampdjursart som först beskrevs av Duchassaing och Giovanni Michelotti 1864.  Dysidea janiae ingår i släktet Dysidea och familjen Dysideidae.
Artens utbredningsområde är havet kring Brittiska Jungfruöarna. Inga underarter finns listade i Catalogue of Life.